# Federació de Kenya de Futbol
La Federació de Kenya de Futbol (FKF) —en anglès: Football Kenya Federation— és la institució que regeix el futbol a Kenya. Agrupa tots els clubs de futbol del país i es fa càrrec de l'organització de la Lliga kenyana de futbol i la Copa. També és titular de la Selecció de futbol de Kenya absoluta i les de les altres categories.
Va ser creada el 2011 en substitució de la Football Kenya Limited (FKL).
El novembre de 2022, la FIFA va aixecar la suspensió contra la Federació de Futbol de Kenya (FKF), després de la decisió del govern local de restablir el cos després de dissoldre'l per sospites de corrupció..
Va ser formada el 1946.
- Afiliació a la FIFA: 1960
- Afiliació a la CAF: 1961[6]